# Seven de Londres 2002
El Seven de Londres de 2002 fue la segunda edición del torneo inglés de rugby 7, fue el décimo torneo de la temporada 2001-02 de la Serie Mundial Masculina de Rugby 7.
Se disputó en la instalaciones del Twickenham Stadium de Londres.

## Fase de grupos

### Grupo A
| Equipo        | Encuentros | Encuentros | Encuentros | Encuentros | Tantos  | Tantos    | Tantos     | Puntos |
| Equipo        | jugados    | ganados    | empatados  | perdidos   | a favor | en contra | diferencia | Puntos |
| ------------- | ---------- | ---------- | ---------- | ---------- | ------- | --------- | ---------- | ------ |
| Nueva Zelanda | 3          | 3          | 0          | 0          | 123     | 12        | 111        | 9      |
| Australia     | 3          | 2          | 0          | 1          | 53      | 43        | 10         | 7      |
| Portugal      | 3          | 1          | 0          | 2          | 15      | 83        | −67        | 5      |
| Georgia       | 3          | 0          | 0          | 3          | 21      | 74        | −53        | 3      |

Nota: Se otorgan 3 puntos al equipo que gane un partido, 2 al que empate y 1 al que pierda

### Grupo B
| Equipo     | Encuentros | Encuentros | Encuentros | Encuentros | Tantos  | Tantos    | Tantos     | Puntos |
| Equipo     | jugados    | ganados    | empatados  | perdidos   | a favor | en contra | diferencia | Puntos |
| ---------- | ---------- | ---------- | ---------- | ---------- | ------- | --------- | ---------- | ------ |
| Inglaterra | 3          | 3          | 0          | 0          | 101     | 14        | 87         | 9      |
| Samoa      | 3          | 2          | 0          | 1          | 62      | 44        | 18         | 7      |
| Canadá     | 3          | 1          | 0          | 2          | 36      | 57        | –21        | 5      |
| España     | 3          | 0          | 0          | 3          | 19      | 103       | −84        | 3      |

### Grupo C
| Equipo    | Encuentros | Encuentros | Encuentros | Encuentros | Tantos  | Tantos    | Tantos     | Puntos |
| Equipo    | jugados    | ganados    | empatados  | perdidos   | a favor | en contra | diferencia | Puntos |
| --------- | ---------- | ---------- | ---------- | ---------- | ------- | --------- | ---------- | ------ |
| Sudáfrica | 3          | 3          | 0          | 0          | 83      | 33        | 50         | 9      |
| Argentina | 3          | 2          | 0          | 1          | 36      | 54        | -18        | 7      |
| Irlanda   | 3          | 1          | 0          | 2          | 36      | 55        | –19        | 5      |
| Francia   | 3          | 0          | 0          | 3          | 36      | 49        | –13        | 3      |

### Grupo D
| Equipo  | Encuentros | Encuentros | Encuentros | Encuentros | Tantos  | Tantos    | Tantos     | Puntos |
| Equipo  | jugados    | ganados    | empatados  | perdidos   | a favor | en contra | diferencia | Puntos |
| ------- | ---------- | ---------- | ---------- | ---------- | ------- | --------- | ---------- | ------ |
| Gales   | 3          | 3          | 0          | 0          | 96      | 45        | 51         | 9      |
| Fiyi    | 3          | 2          | 0          | 1          | 72      | 52        | 20         | 7      |
| Escocia | 3          | 1          | 0          | 2          | 55      | 67        | –12        | 5      |
| Rusia   | 3          | 0          | 0          | 3          | 17      | 76        | −59        | 3      |

## Fase Final

### Cuartos de final
| 25 de mayo | Nueva Zelanda | 14 - 7 | Samoa |  |  |

| 25 de mayo | Gales | 19 - 10 | Argentina |  |  |

| 25 de mayo | Sudáfrica | 24 - 19 | Fiyi |  |  |

| 25 de mayo | Inglaterra | 26 - 14 | Australia |  |  |

### Semifinal
| 25 de mayo | Nueva Zelanda | 29 - 0 | Gales |  |  |

| 25 de mayo | Sudáfrica | 26 - 12 | Inglaterra |  |  |

### Final
| 25 de mayo | Nueva Zelanda | 54 - 14 | Sudáfrica |  |  |

| Bandera de Nueva Zelanda |
| Campeón Nueva Zelanda    |
| 6º título del circuito   |